# Branchipodopsis
Branchipodopsis är ett släkte av kräftdjur. Branchipodopsis ingår i familjen Branchipodidae.
Kladogram enligt Catalogue of Life:
| Branchipodopsis | \| \| Branchipodopsis abiadi \| \| \| \| \| \| Branchipodopsis acanthopenes \| \| \| \| \| \| Branchipodopsis affinis \| \| \| \| \| \| Branchipodopsis barnardi \| \| \| \| \| \| Branchipodopsis brehmi \| \| \| \| \| \| Branchipodopsis browni \| \| \| \| \| \| Branchipodopsis candea \| \| \| \| \| \| Branchipodopsis dayae \| \| \| \| \| \| Branchipodopsis drakensbergensis \| \| \| \| \| \| Branchipodopsis drepane \| \| \| \| \| \| Branchipodopsis hodgsoni \| \| \| \| \| \| Branchipodopsis hutchinsoni \| \| \| \| \| \| Branchipodopsis kalaharensis \| \| \| \| \| \| Branchipodopsis kaokoensis \| \| \| \| \| \| Branchipodopsis karroensis \| \| \| \| \| \| Branchipodopsis natalensis \| \| \| \| \| \| Branchipodopsis scambus \| \| \| \| \| \| Branchipodopsis simplex \| \| \| \| \| \| Branchipodopsis terpogossiani \| \| \| \| \| \| Branchipodopsis tridens \| \| \| \| \| \| Branchipodopsis underbergensis \| \| \| \| \| \| Branchipodopsis wolfi \| \| \| \| |
|                 | \| \| Branchipodopsis abiadi \| \| \| \| \| \| Branchipodopsis acanthopenes \| \| \| \| \| \| Branchipodopsis affinis \| \| \| \| \| \| Branchipodopsis barnardi \| \| \| \| \| \| Branchipodopsis brehmi \| \| \| \| \| \| Branchipodopsis browni \| \| \| \| \| \| Branchipodopsis candea \| \| \| \| \| \| Branchipodopsis dayae \| \| \| \| \| \| Branchipodopsis drakensbergensis \| \| \| \| \| \| Branchipodopsis drepane \| \| \| \| \| \| Branchipodopsis hodgsoni \| \| \| \| \| \| Branchipodopsis hutchinsoni \| \| \| \| \| \| Branchipodopsis kalaharensis \| \| \| \| \| \| Branchipodopsis kaokoensis \| \| \| \| \| \| Branchipodopsis karroensis \| \| \| \| \| \| Branchipodopsis natalensis \| \| \| \| \| \| Branchipodopsis scambus \| \| \| \| \| \| Branchipodopsis simplex \| \| \| \| \| \| Branchipodopsis terpogossiani \| \| \| \| \| \| Branchipodopsis tridens \| \| \| \| \| \| Branchipodopsis underbergensis \| \| \| \| \| \| Branchipodopsis wolfi \| \| \| \| |
|                 | Branchipus |
|                 | |
|                 | Metabranchipus |
|                 | |
|                 | Pumilibranchipus |
|                 | |
|                 | Rhinobranchipus |
|                 | |
|                 | Branchipodopsis abiadi |
|                 | |
|                 | Branchipodopsis acanthopenes |
|                 | |
|                 | Branchipodopsis affinis |
|                 | |
|                 | Branchipodopsis barnardi |
|                 | |
|                 | Branchipodopsis brehmi |
|                 | |
|                 | Branchipodopsis browni |
|                 | |
|                 | Branchipodopsis candea |
|                 | |
|                 | Branchipodopsis dayae |
|                 | |
|                 | Branchipodopsis drakensbergensis |
|                 | |
|                 | Branchipodopsis drepane |
|                 | |
|                 | Branchipodopsis hodgsoni |
|                 | |
|                 | Branchipodopsis hutchinsoni |
|                 | |
|                 | Branchipodopsis kalaharensis |
|                 | |
|                 | Branchipodopsis kaokoensis |
|                 | |
|                 | Branchipodopsis karroensis |
|                 | |
|                 | Branchipodopsis natalensis |
|                 | |
|                 | Branchipodopsis scambus |
|                 | |
|                 | Branchipodopsis simplex |
|                 | |
|                 | Branchipodopsis terpogossiani |
|                 | |
|                 | Branchipodopsis tridens |
|                 | |
|                 | Branchipodopsis underbergensis |
|                 | |
|                 | Branchipodopsis wolfi |
|                 | |

|  | Branchipodopsis abiadi           |
|  |                                  |
|  | Branchipodopsis acanthopenes     |
|  |                                  |
|  | Branchipodopsis affinis          |
|  |                                  |
|  | Branchipodopsis barnardi         |
|  |                                  |
|  | Branchipodopsis brehmi           |
|  |                                  |
|  | Branchipodopsis browni           |
|  |                                  |
|  | Branchipodopsis candea           |
|  |                                  |
|  | Branchipodopsis dayae            |
|  |                                  |
|  | Branchipodopsis drakensbergensis |
|  |                                  |
|  | Branchipodopsis drepane          |
|  |                                  |
|  | Branchipodopsis hodgsoni         |
|  |                                  |
|  | Branchipodopsis hutchinsoni      |
|  |                                  |
|  | Branchipodopsis kalaharensis     |
|  |                                  |
|  | Branchipodopsis kaokoensis       |
|  |                                  |
|  | Branchipodopsis karroensis       |
|  |                                  |
|  | Branchipodopsis natalensis       |
|  |                                  |
|  | Branchipodopsis scambus          |
|  |                                  |
|  | Branchipodopsis simplex          |
|  |                                  |
|  | Branchipodopsis terpogossiani    |
|  |                                  |
|  | Branchipodopsis tridens          |
|  |                                  |
|  | Branchipodopsis underbergensis   |
|  |                                  |
|  | Branchipodopsis wolfi            |
|  |                                  |